# Kumarapuram
Kumarapuram é uma panchayat (vila) no distrito de Kanniyakumari, no estado indiano de Tamil Nadu.

## Demografia
Segundo o censo de 2001,  Kumarapuram  tinha uma população de 13,759 habitantes. Os indivíduos do sexo masculino constituem 50% da população e os do sexo feminino 50%. Kumarapuram tem uma taxa de literacia de 79%, superior à média nacional de 59.5%: a literacia no sexo masculino é de 80% e no sexo feminino é de 78%. Em Kumarapuram, 11% da população está abaixo dos 6 anos de idade.